# Basedow (Prenzlau)
Basedow ist ein kleines Dorf im Nordosten Brandenburgs (Deutschland) im Landkreis Uckermark. Mit nur ca. 30 Einwohnern ist das Dorf der kleinste Ortsteil der Stadt Prenzlau. Das Dorf ist ein Gemeindeteil vom Ortsteil Klinkow.

## Geographie
Das Dorf liegt ca. 108 km nördlich von Berlin und 58 km westlich von Stettin (Polen). Im Osten Basedows verläuft der von Dedelow kommende Fluss Quillow auf seinem Weg in die Ucker.

## Geschichte
Basedow wurde mit dem Namen "Reineko de Bassedouue" im Jahr 1249 erstmals urkundlich erwähnt. Während der deutschen Kolonisation wurde das Dorf als Straßendorf angelegt. Zuvor gab es eine slawische Siedlung. Im Mittelalter war es ein Bauerndorf und gehörte zum v. Arnimschen Besitz. Am 1. Juli 1950 erfolgte die Eingemeindung nach Klinkow.

## Bedeutende Bauten und Gedenkstätten

### Dorfkirche Basedow
Die Kirche wurde in den Jahren 1889/90 am Standort einer alten Vorgängerkirche, welche wegen Baufälligkeit abgerissen wurde, als Kapelle in neugotischem Stil erbaut. In den Jahren 2000/2001 wurde der Innenraum renoviert. Im Jahr 2002 wurde die Kirche als Einzeldenkmal in das Verzeichnis der Denkmale des Landkreises Uckermark eingetragen.

### Weitere Sehenswürdigkeiten
- Feldsteinmauer um der Kirche
- Weinberg westlich von Basedow (höchste Erhebung im Stadtgebiet Prenzlau mit 93,6 m)
- Falkenhagener Tanger

## Wirtschaft und Infrastruktur

### Ansässige Betriebe
- Bölke & Köppen (Suzuki-Händler)

### Verkehrsanbindung
Durch Basedow verläuft nur eine Landstraße in Richtung Prenzlau über Klinkow. Westlich des Ortes verläuft noch eine weitere Landstraße in Richtung Dedelow (Nord) und Güstow (Süd). Die Bundesautobahnen 11 und 20 verlaufen in der Nähe des Dorfes bei Prenzlau. Im 3 km nördlich gelegenen Dedelow gab es noch bis zum 27. Mai 1995 einen Bahnhof mit Zügen in Richtung Strasburg (Uckermark), Fürstenwerder (nur bis zum 30. September 1978) und Prenzlau, der durch die Prenzlauer Kreisbahnen bedient wurde. Heute besitzt Basedow eine Bushaltestelle. Dort fahren Montag bis Freitag Busse der Linien 411 (Prenzlau-Dedelow) und 401 (Prenzlau-Woldegk), die zusammen einen Vierstundentakt zwischen Prenzlau und Basedow ergeben. Durch den Ort verläuft der Uckermärkische Radrundweg und die Gutsherren-Radtour. Der nächste internationale Flughafen Stettin-Goleniów liegt ca. 88 km nordöstlich von Basedow.